# Bom Retiro do Sul
Bom Retiro do Sul är en kommun i Brasilien.   Den ligger i delstaten Rio Grande do Sul, i den södra delen av landet, 1 600 km söder om huvudstaden Brasília. Antalet invånare är 11 472.
I omgivningarna runt Bom Retiro do Sul växer i huvudsak städsegrön lövskog. Runt Bom Retiro do Sul är det ganska glesbefolkat, med 31 invånare per kvadratkilometer.